# Ba'kelalan
Ba'kelalan est une ville de l'état de Sarawak en Malaisie, constituée du regroupement de neuf villages.
Elle est desservie par l'Aéroport de Ba'kelalan.